# 028

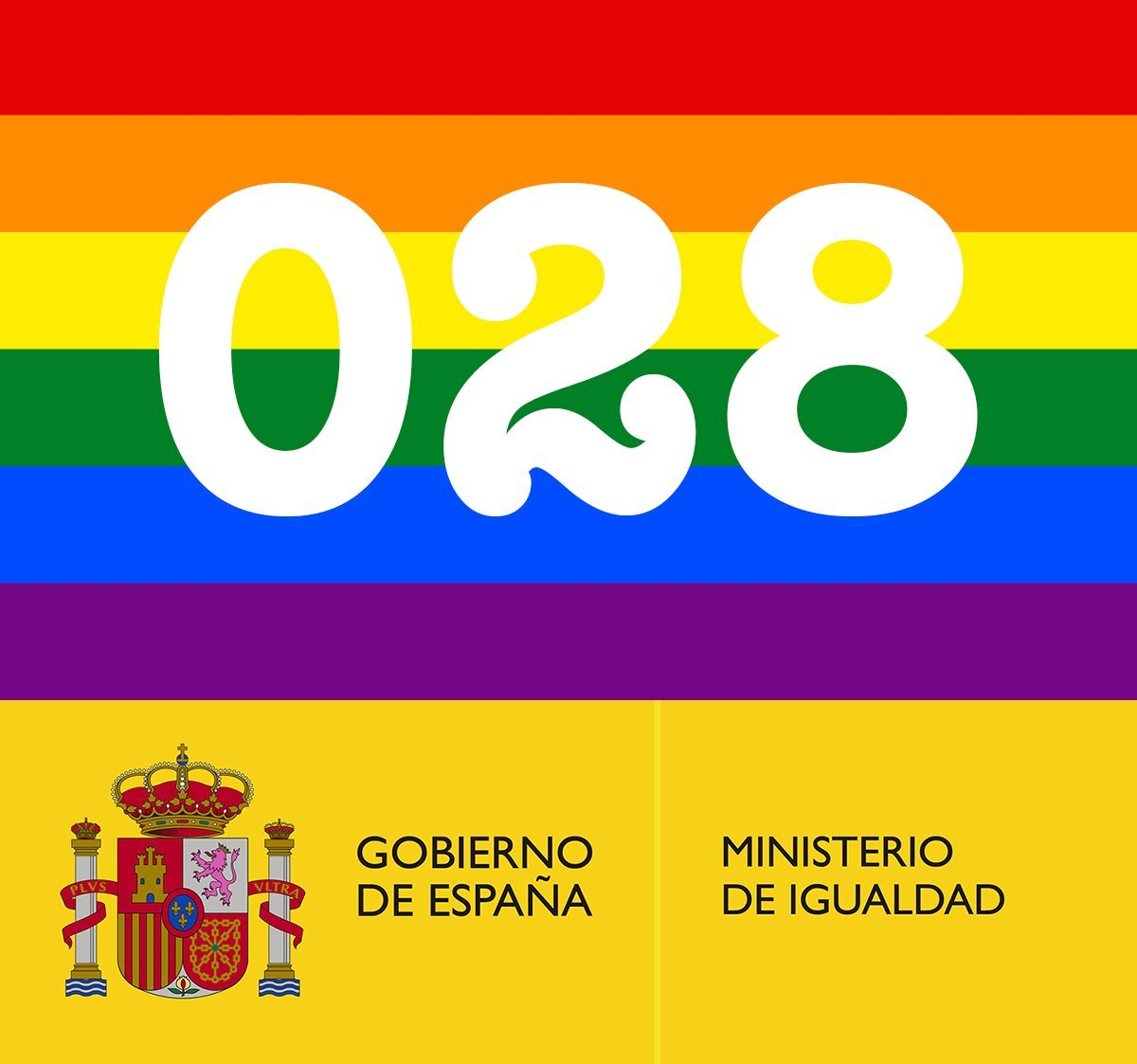
Logo officiel du service arc-en-ciel

Le service 028 arc-en-ciel est un service d'urgence par téléphone, e-mail et messagerie instantanée en Espagne qui est disponible pour les victimes de crimes de haine ou de discrimination basée sur la queerphobie. Sa mise en œuvre a été annoncée pour l'été 2022 par la ministre de l'Égalité Irene Montero lors d'une conférence de presse tenue le 17 mai, à l'occasion de la Journée internationale contre l'homophobie, la biphobie et la transphobie. Pourtant, il a commencé ses opérations le 4 juillet 2023. Le numéro a été choisi en référence au 28 juin, Journée internationale de la fierté LGBT.

## Histoire
En novembre 2022, le service a fait l'objet d'un appel d'offres public sous le nom provisoire de « 028 arc-en-ciel ». Certaines fonctionnalités du service ont été annoncées, comme la gratuité d'utilisation, la disponibilité 24 heures sur 24 et toute l'année, et qu'il serait complété par des possibilités de communication par adresse e-mail ainsi qu'un service de messagerie instantanée. Il a été également annoncé que la ligne téléphonique desservirait les victimes de crimes haineux fondés sur l'orientation sexuelle ou l'identité de genre, ainsi que les victimes de violence domestique dans les relations homosexuelles ou les mineurs risquant d'être rejetés en raison de leur orientation sexuelle. L'annonce indiquait qu'il comprendrait un service de conseil émotionnel et psychologique, ainsi qu'un soutien et des informations sur la santé sexuelle et reproductive. De même, il a été souligné qu'il serait disponible dans différentes langues et avec des fonctionnalités d'accessibilité pour les personnes handicapées. Les données collectées devaient être envoyées à la Dirección General de Diversidad Sexual y Derechos LGTBI pour préparer des rapports sur la situation des utilisateurs LGBTIQ+. En juin 2023, le service était disponible en Français, espagnol, basque, catalan, galicien et anglais.
En avril 2023, le gouvernement a adjugé le contrat de gestion du service téléphonique 028 à l'entreprise Servicios de Teleasistencia SA pour 2,6 millions d'euros. En mai, le gouvernement a annoncé que le service serait activé et opérationnel dans les mois à venir. Le mois suivant, en juin, le ministère de l'Égalité a lancé la campagne "L'Espagne est fièrement différente" pour la Journée internationale de la fierté au cours de laquelle il a également présenté le service 028, qui a reçu le nom officiel de "Numéro d'appel arc-en-ciel pour l'information et l'écoute contre la queerphobie",.
Le 5 juillet 2023, quelques jours après le deuxième anniversaire de l'assassinat de Samuel Luiz, le service a commencé ses opérations sur tout le territoire espagnol, avec un accès aux personnes malentendantes et handicapées de la parole, et offrant ses services en espagnol, catalan, galicien, basque, anglais et français,.